# NGC 3059
NGC 3059 (również PGC 28298) – galaktyka spiralna z poprzeczką (SBbc), znajdująca się w gwiazdozbiorze Kila. Odkrył ją John Herschel 22 lutego 1835 roku.